# 34-та армія (СРСР)
Три́дцять четве́рта а́рмія (34 А) — оперативне об'єднання сухопутних військ радянських військ, загальновійськова армія у складі Збройних сил СРСР під час німецько-радянської війни з 16 липня 1941 по 15 січня 1944.

## Історія
Створена у Московському військовому окрузі 16 липня 1941 року. Із 18 липня була у складі військ Можайської лінії оборони. Із 25 липня входила у склад 1-ї групи резервних армії генерал-лейтенанта І. О. Богданова, із 30 липня 1941 року – у складі Резервного фронту. 6 серпня 1941 року 34-та армія була передана Північно-Західному фронту.
На початку серпня 1941 року армія займала оборону на річці Ловать, згодом за наказом командування фронту (Собенников, Ватутін) нанесла контрудар під Старою Руссою. Незважаючи на початкові успіхи, операція закінчилася катастрофою і поразкою військ. Командувач армії Качанов і начальник артилерії армії Гончаров були розстріляні, начальник штабу армії Озеров звільнений з посади і знижений у званні.
У лютому-квітні 1942 року 34-та армія брала участь у Дем'янській операції, оточенні і блокаді німецьких військ. У 1943 році армія вела бойові дії під Старою Руссою.
У листопаді 1943 року армія була розформована, війська були передані у 1-шу ударну армію. Управління 34-ї армії стало управлінням знову сформованої 4-ї армії.

## Командування
- Командувачі:
  - комбриг Пронін М. Н. (липень — серпень 1941);
  - генерал-майор Качанов К. М. (серпень — вересень 1941);
  - генерал-майор Алфер'єв П. Ф. (вересень — грудень 1941);
  - генерал-майор Берзарін М. Е. (грудень 1941 — жовтень 1942);
  - генерал-лейтенант Лопатін А. І. (жовтень 1942 — березень 1943);
  - генерал-лейтенант Курочкин П. О. (березень — червень 1943);
  - генерал-лейтенант Совєтніков І. Г. (червень 1943 — січень 1944).